# 春日森富三郎
春日森 富三郎（かすがもり とみさぶろう、1863年 - 1914年11月4日）は、備前国上道郡（現在の岡山県岡山市）出身で大阪相撲及び広角組の大鳴門部屋（入門時は千田川部屋）に所属した大相撲力士。本名は上岡 富三郎（かみおか とみさぶろう）。最高位は、大阪相撲の前頭2枚目（広角組では関脇）。身長179cm、体重86kg。

## 略歴
- 1886年（明治19年）10月場所 - 番付初見（大阪相撲）
- 1888年（明治21年）秋 - 大阪相撲を脱退し広角組（大阪相撲別派）へ
- 1891年（明治23年）5月場所 - 東京相撲に幕内格として参加（この場所限り）
- 1894年（明治27年）3月場所 - 関脇（広角組）
- 1895年（明治28年）10月場所 - 大阪相撲に復帰
- 1896年（明治29年）9月場所 - 新入幕（大阪相撲）
- 1901年（明治34年）5月 - 二枚鑑札で年寄・大鳴門、5月場所限りで現役引退、年寄専務

## 主な成績

### 大阪相撲
- 幕内成績：不明

### 東京相撲
- 幕内成績：2勝3敗3分2休（1場所）

## 改名歴
- 虎ヶ嶽 富三郎（とらがたけ とみさぶろう）1886年10月場所
- 春日森 富三郎（かすがもり -）1887年9月場所 - 1901年
- 大鳴門 富三郎（おおなると -）1901年5月場所（現役引退）

## 年寄名
- 大鳴門 富三郎